# إريك كلينكر
إريك كلينكر (بالإنجليزية: Eric Klinker)‏ هو مدير تنفيذي أمريكي في مجال التكنولوجيا وهو معروف بأنه الرئيس التنفيذي السابق لشركة راينبيري. إلى جانب برام كوهين وثلاثة من أصحاب رؤوس الأموال الآخرين. كان له دور فعال في صياغة موقف راينبيري من حياد الإنترنت، حيث أدلى بشهادته أمام لجنة الاتصالات الفيدرالية بالإضافة إلى هيئات تنظيم الاتصالات الأخرى في جميع أنحاء العالم.
كرئيس تنفيذي، يُنسب إليه الفضل في توجيه راينبيري خلال الأزمة المالية لعام 2008 وزيادة قاعدة المستخدمين إلى أكثر من 170 مليون مستخدم. في عام 2014، أعلنت الشركة عن مشروع مايلستروم، متصفح ويب موزع مصمم لتشغيل طريقة جديدة لمحتوى الويب ليتم نشره والوصول إليه واستهلاكه.